# Requena Nozal
Pour les articles homonymes, voir Requena et Nozal.
José Requena Nozal, né à Saragosse le 25 octobre 1947, est un artiste-peintre espagnol autodidacte qui utilise différentes techniques (encaustique, huile, acrylique et pastel). On peut trouver ses œuvres aussi bien en Espagne que dans l'Europe et aux États-Unis. Il a réalisé plusieurs expositions pour le public et pour la critique spécialisée.

## Biographie
Il est né dans le quartier de Saragosse El Arrabal le 25 octobre 1947.
Il a réalisé sa première exposition individuelle en 1975 au sein du musée provincial de La Rioja (es), où il s’est fait connaître avec des œuvres figuratives, des thématiques marginales et la technique de la peinture à l’huile.
En 1982, il a participé au « Concours national de peinture adressé aux jeunes artistes organisé par le quotidien ABC, dans son édition du « VII Prix Noir et blanc de Peinture ».
En 1996, il est récompensé par la Goya Art Gallery de New York et reçoit le premier prix du « 2e Salon d’été de la Ville de New York »,. Ne pouvant assister à la remise des prix, sa récompense est confiée à Luis Hernández del Pozo, le commissaire du Salon.
Il est membre de l’Association espagnole de peintres et sculpteurs (Asociación Española de Pintores y Escultores) depuis 1997 et y est inscrit sous le numéro 2 753.
En 2016, la ville de Dénia parraine l'exposition rétrospective intitulée « Hemeroskopeion 1980-2015 » au Centre d'Art l'Estació.

## Technique

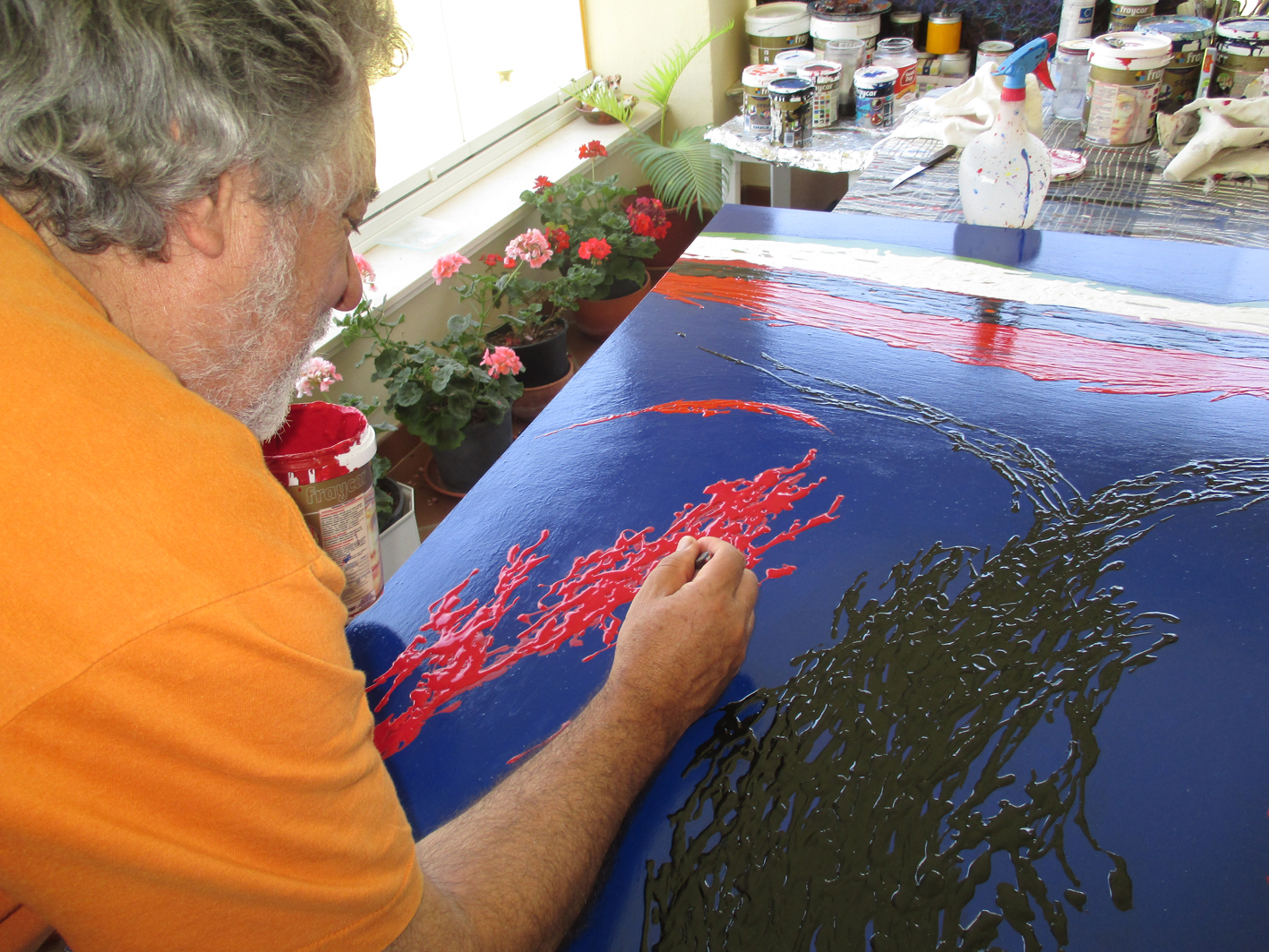
Requena Nozal travaillant dans une de ses œuvres (2015)

Une partie de ses travaux est circonscrite à la technique de l’encaustique, dans lesquels il recherche « volontairement des compositions ambitieuses et des multitudes ordonnées »[réf. nécessaire]. On trouve dans son œuvre une « variété d’ambiances (...) et un sens humain engagé, d’un certain lyrisme, dans lequel la réalité trouve sa place aux côtés de l’intérêt pour l’expression d’un certain sentiment ».
Depuis 2004, son style change radicalement et se tourne vers l’expressionnisme abstrait ou tachisme, et il utilise dans ses œuvres l’encaustique, l’acrylique et la feuille d’or.

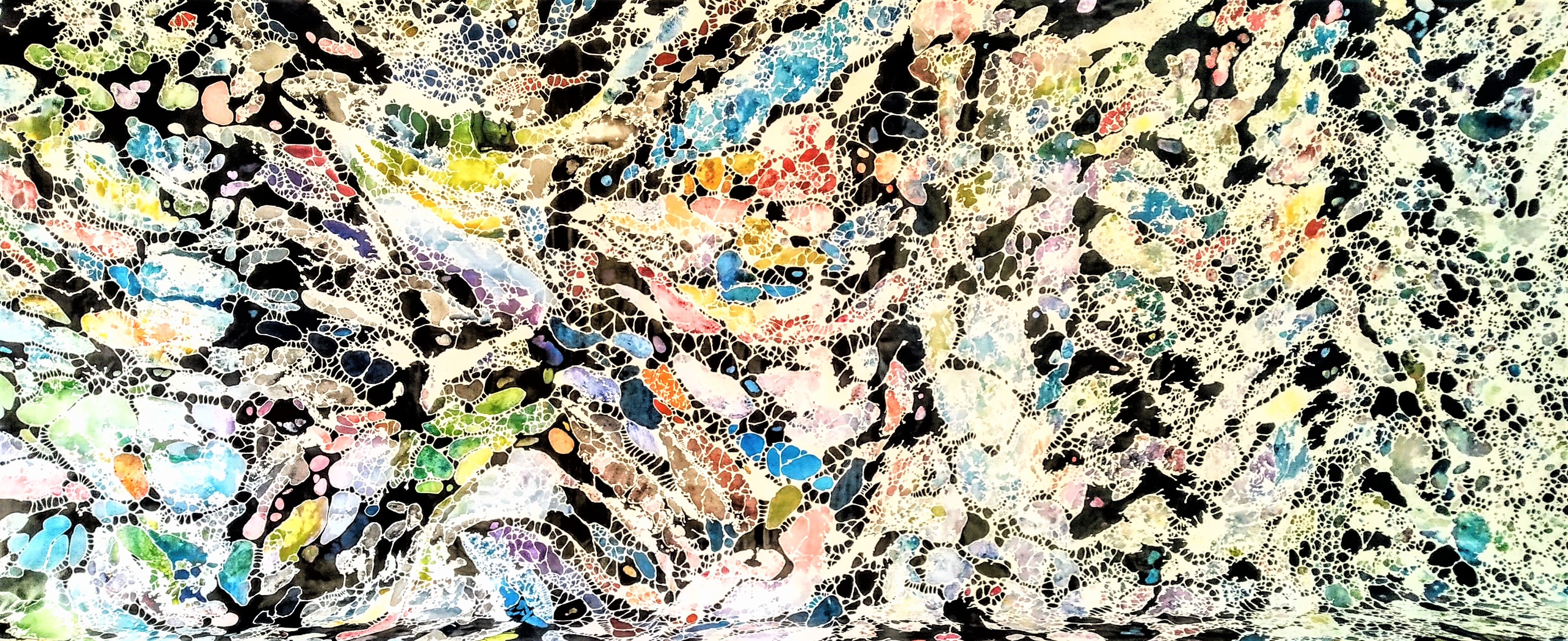
El laberinto de la memoria - [Acrylique sur toile] 2018 (630x270)

## Expositions

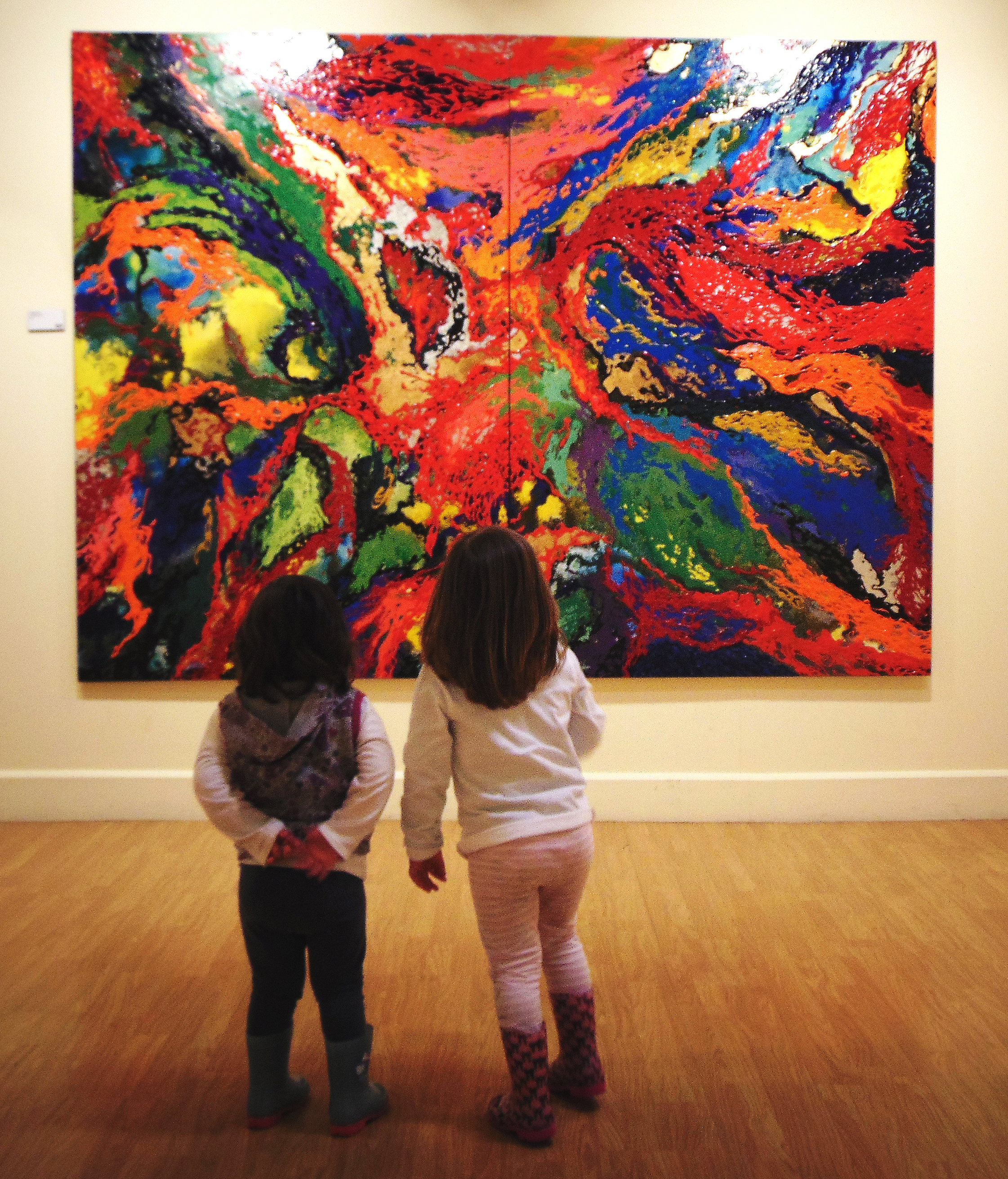
Enfants face à la peinture Yellowstone (2016)

### Expositions individuelles
1975
- Museo de La Rioja, Logroño[10].
- Ayuntamiento de La Coruña.

1978
- Museo de La Rioja, Logroño.
- Delegación de Turismo, San Sebastián[11].
- Mairie de Perpignan (France)[12],[13]
- Museo Paula Becker-Modershon, Brême (Allemagne)[14].
- Museo San Telmo, San Sebastián[15].

1979
- Sala Gótica, Instituto Estudios Ilerdenses, Lérida.
- Diputación Provincial de Lugo.

1980
- Museo Provincial de Teruel.
- Atelier Galerie Gag, Brême (Allemagne)[16].
- Museo de La Rioja, Logroño[17].

1981
- Hostal Reyes Católicos, Santiago de Compostela.
- Caja de Ahorros Provincial de Alicante[18].

1982
- Museo Arqueológico Provincial de Orense.
- Museo Provincial de Logroño[19].
- Caja de Ahorro Provincial, Tarragona.
- Aula Adsuara, Castellón de la Plana[20].

1983
- Delegación de Turismo, Santander.
- Cajarioja, Logroño[21].
- Museo de La Rioja, Logroño[21].
- Caja de Ahorro Provincial, Burgos.

1984
- Galería Eureka II, Madrid[22].
- Caja de Ahorro Provincial, Córdoba.

1985
- Ayuntamiento de La Coruña.
- Cajarioja, Logroño[23].
- Caja de Ahorros del Mediterráneo, Dénia (Alicante).
- Caja de Ahorro Provincial, Huelva.
- Caja de Ahorro Provincial, Vigo.

1986
- Sala Gótica, Instituto Estudios Ilerdenses, Lérida.
- Hostal Reyes Católicos, Santiago de Compostela.
- Caja de Ahorro Provincial, Ávila.

1987
- Galería Arabesque, La Coruña.
- Caja de Ahorros del Mediterráneo de Alcoy, Alicante.
- Cajarioja, Logroño.

1988
- Galería Zeus, Zaragoza[24].

1989
- Fundación Kutxa de Álava (Vitoria).
- Galería Gesfime, Zaragoza.

1990
- Galería Ansorena, Madrid[25],[26],[27]
- Cajarioja, Logroño.

1992
- Cajarioja, Logroño.

1994
- Galería Gil de la Parra, Zaragoza.

1996
- Galería Aguado, Logroño[28].

1997
- Goya Art Gallery, New York (États-Unis).

2004
- Ayuntamiento de La Coruña.
- Galería Aguado, Logroño[29].

2016
- Centre d'Art l'Estació, Dénia (Alicante)[7].
- Palais Ducal des Borgia, Gandía (Valencia).
- Galería Javier Román, Málaga.
- Sky Gallerie, Barcelona.
- Fundación Caja Rioja-Bankia, Logroño[30],[31].

2017
- Sala Coll Alas, Gandia (Valencia).
- Fundación Balearia Es Polvorí, Ibiza.

### Expositions collectives
1974
- Salón Franco-Espagnol, Bordeaux (France).

1978
- Información y Turismo, San Sebastián.
- Ayuntamiento de Zaragoza.

1980
- Sala Gótica, Instituto Estudios Ilerdenses, Lérida.

1981
- Centro Mercantil, Zaragoza.

1982
- Palacio Provincial de Zaragoza.
- Palais des Fates de Talence (France).
- Casa Municipal de Cultura, Calahorra (La Rioja)[32].

1983
- Museo de La Rioja, Logroño.
- Sala Gótica, Instituto Estudios Ilerdenses, Lérida.

1989
- Galería Gesfime, Zaragoza.

1996
- Goya Art Gallery, New York (États-Unis).

1999
- Galería Carlos Gil de la Parra, Zaragoza.

2001
- Caja Madrid de Coruña, Aranjuez.

2015
- Centro Cultural La Vaguada Vanguardia, Madrid[33].
- Museo Antonio López Torres (Tomelloso) Exposición Itinerante Cervartes. Castilla La Mancha[34].
- Galería Javier Román, Málaga.

### Certamens
- Salón Franco-Espagnol, Bordeaux (France).
- Palais des Fates de Talence (France).
- Ayuntamiento de Tárrega (Lérida).
- Palacio Provincial de Zaragoza.
- Ayuntamiento de Zaragoza.
- Palacio de las Alhajas, VII Premios Blanco y Negro de Pintura, Madrid.
- Goya Art Gallery, II Salón de Verano Ciudad de Nueva York, Nueva York (États-Unis).
- XIII Certamen Tema Jardines, Asociación Pintores y Escultores, Aranjuez.

### Expositions d'art
- 1989 : Biaf Foire Internationale Art Forum 89, Barcelona.
- 2002 : Faim Foire d'Art Indépendent, Madrid.
- 2016 : We Are Fair, Madrid[35].
- 2016 : Foire Internationale Art Marbella, Marbella.

## Galerie

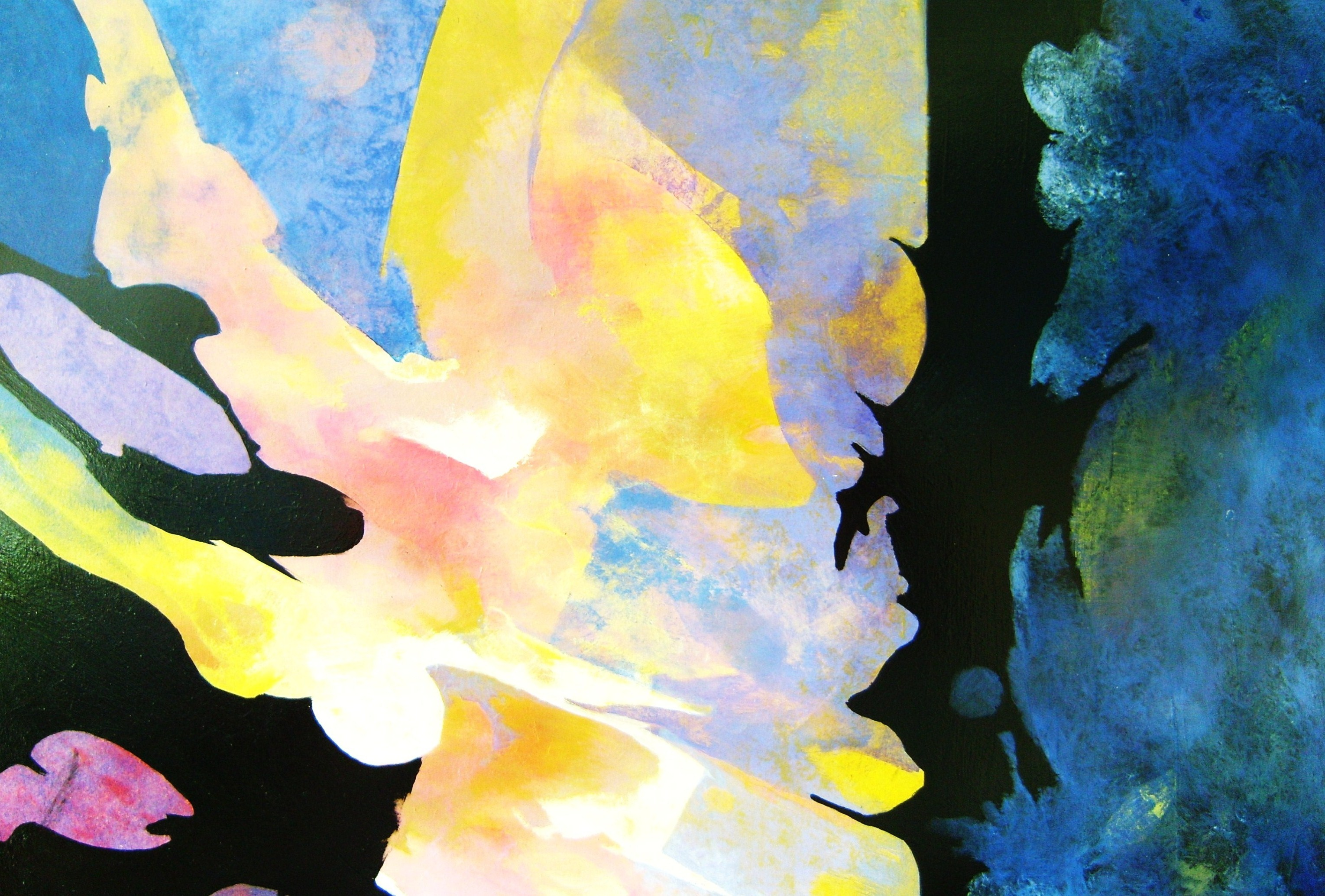
Celeste I [Acrylique sur tablex] 2006 (70x50)
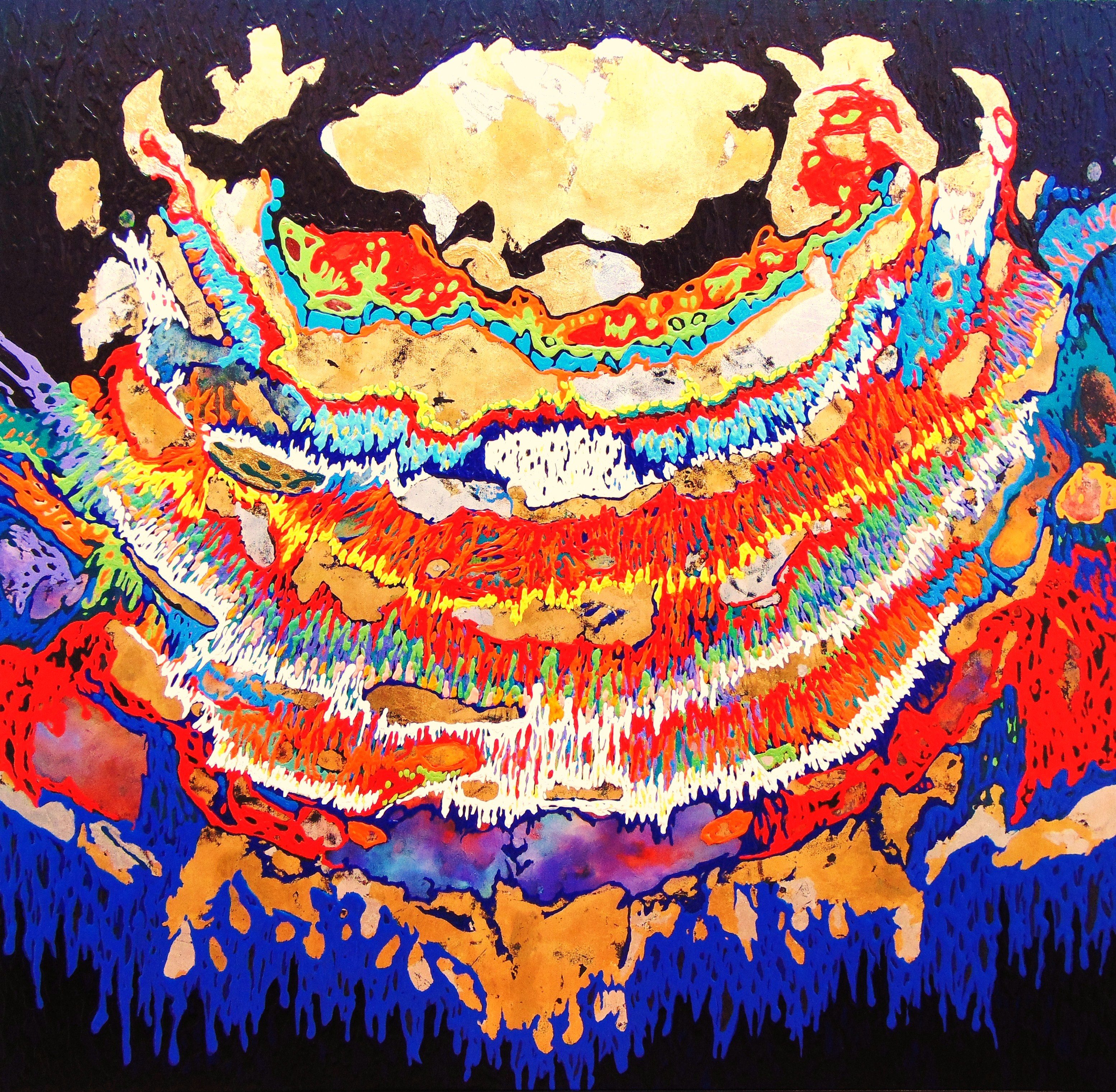
Collar egipcio [Acrylique et feuille d'or sur tablex] 2015 (122x118)
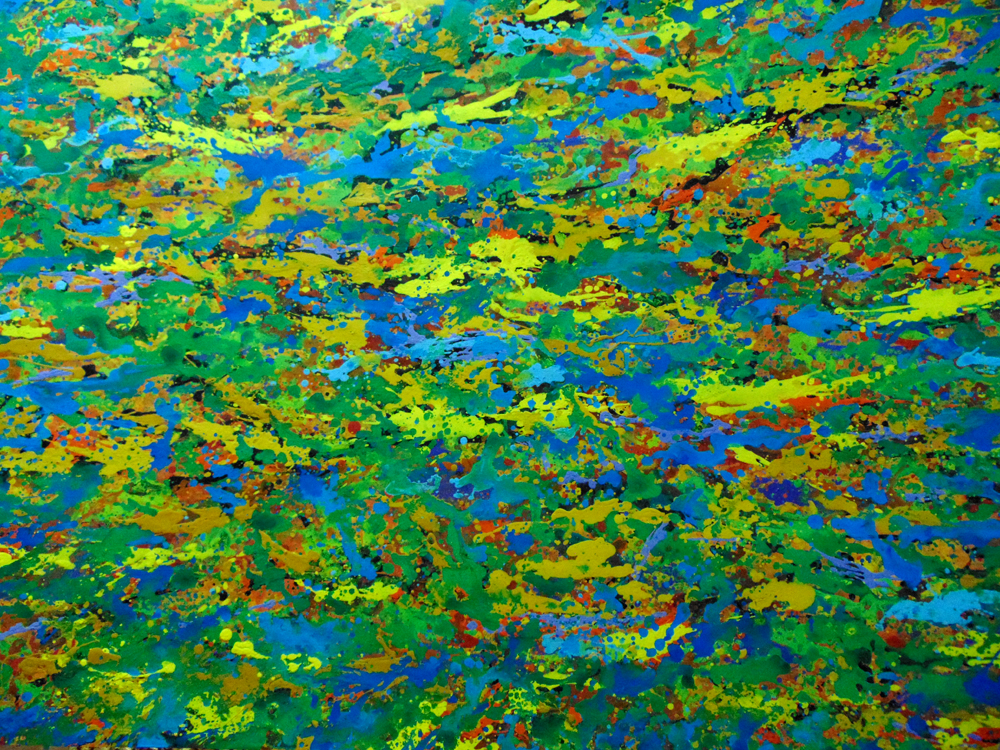
Homenaje a Gora [Acrylique sur papier et tablex] 2014 (100x70)
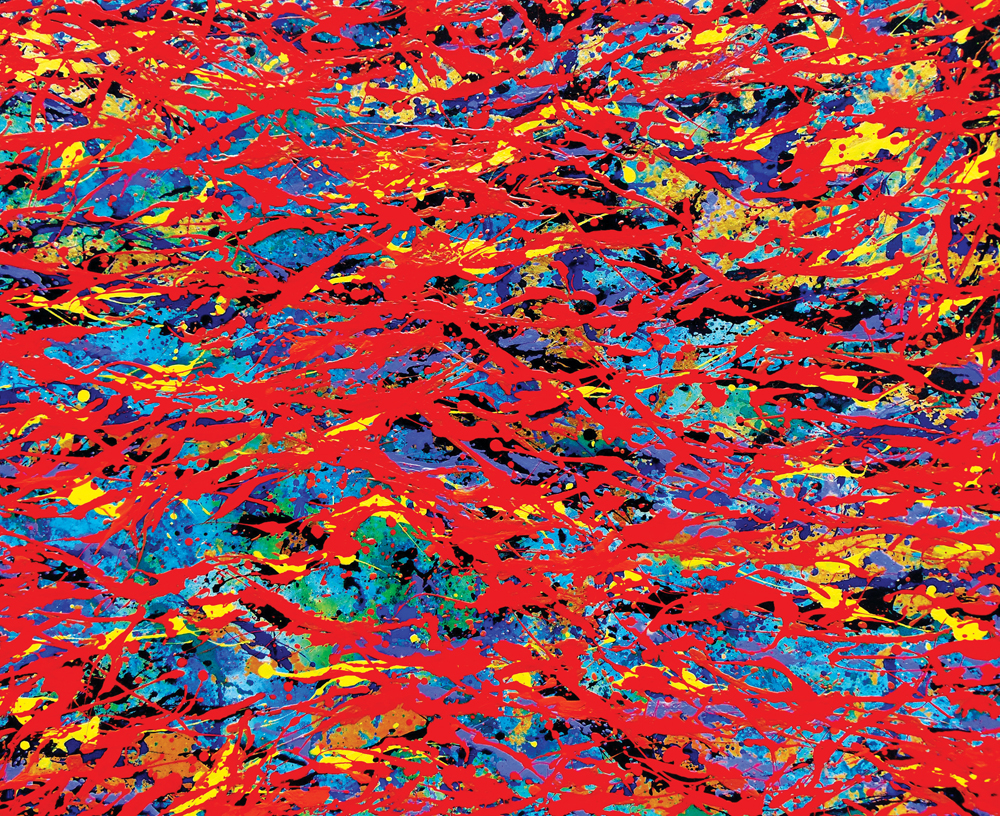
Hatshepsut II [Acrylique et feuille d'or sur tablex] 2015 (120x100)
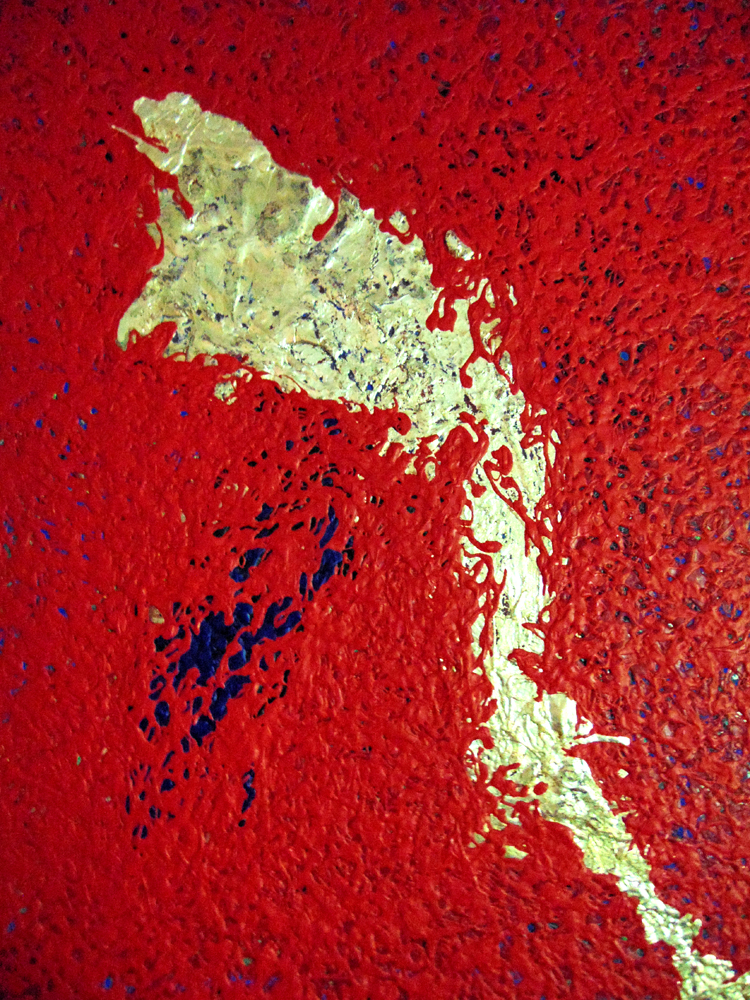
Lago Dorado [Acrylique et feuille d'or] 2015 (122x100)
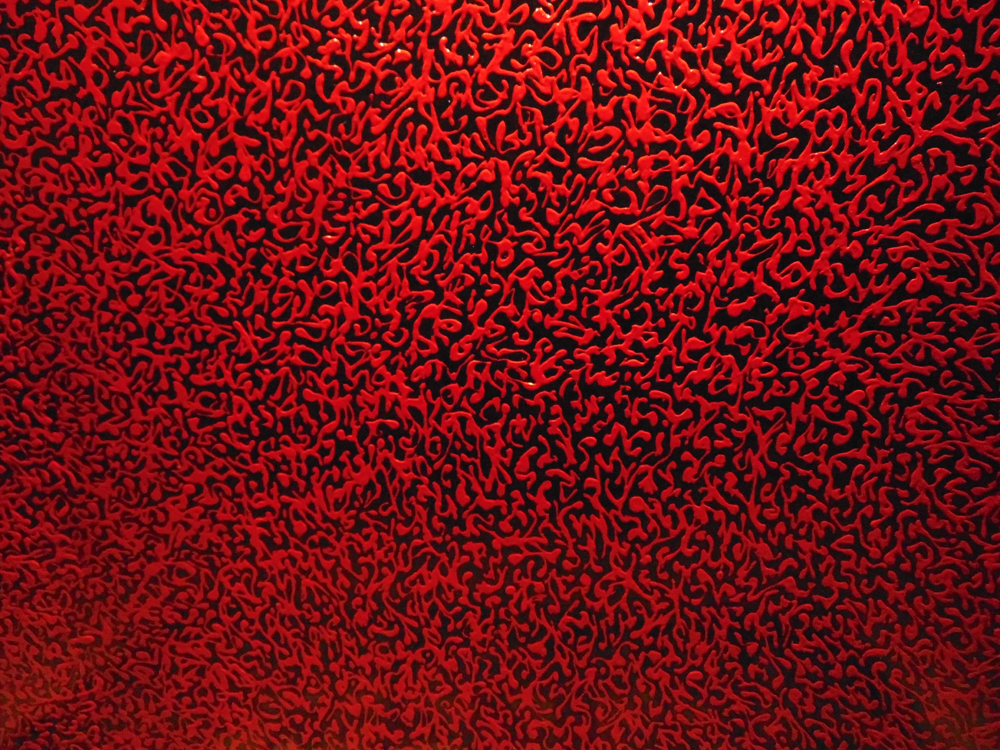
Dianium 7 [Acrylique sur toile] 2015 (195x130)
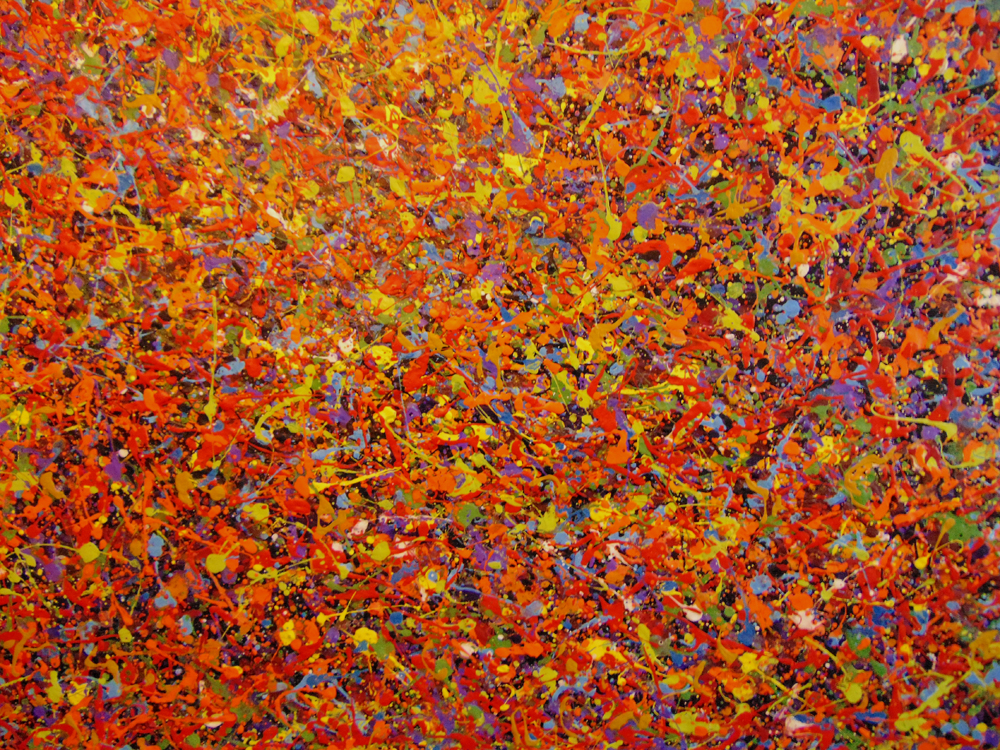
Dianium 16 [Acrylique sur papier et tablex] 2015 (100x70)
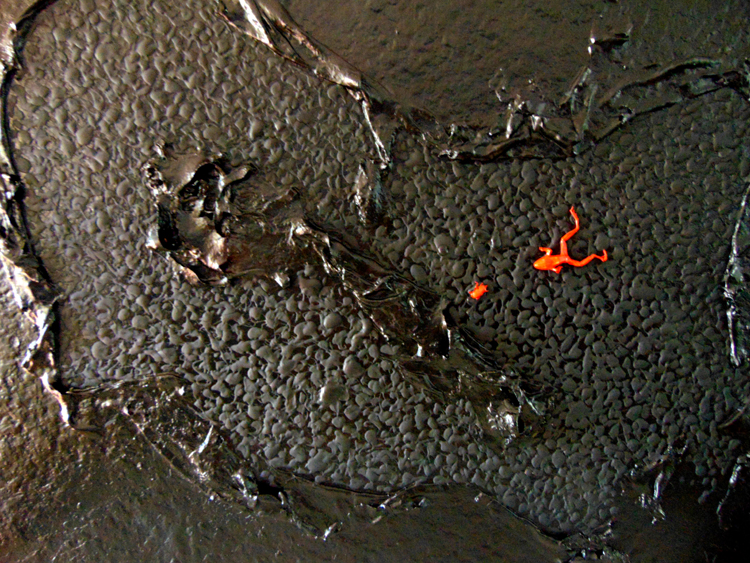
El fin es el fin [Technique mixte sur toile] 2016 (122x100)
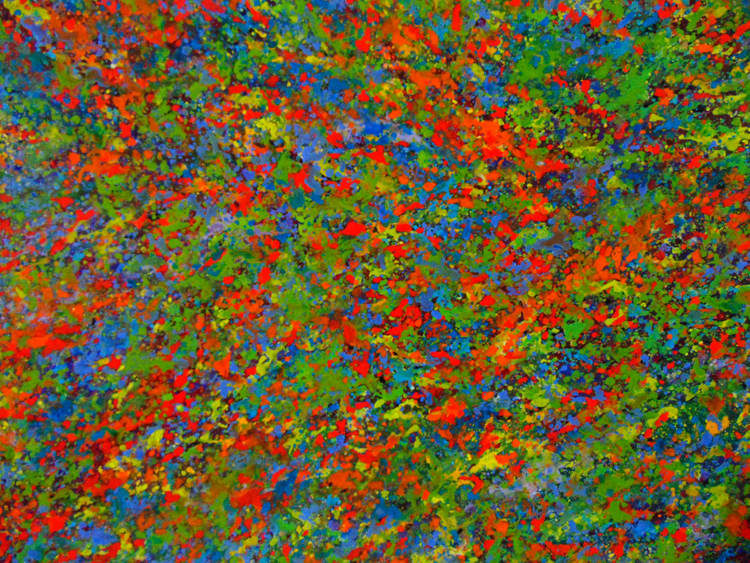
Murano IV [Acrylique sur toile] 2016 (122x100)
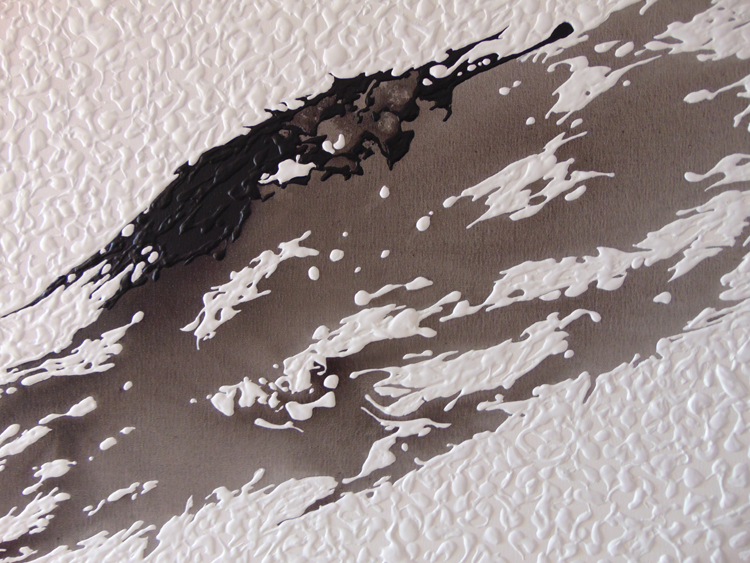
Sin Título [Acrylique sur toile] 2016 (100x70)
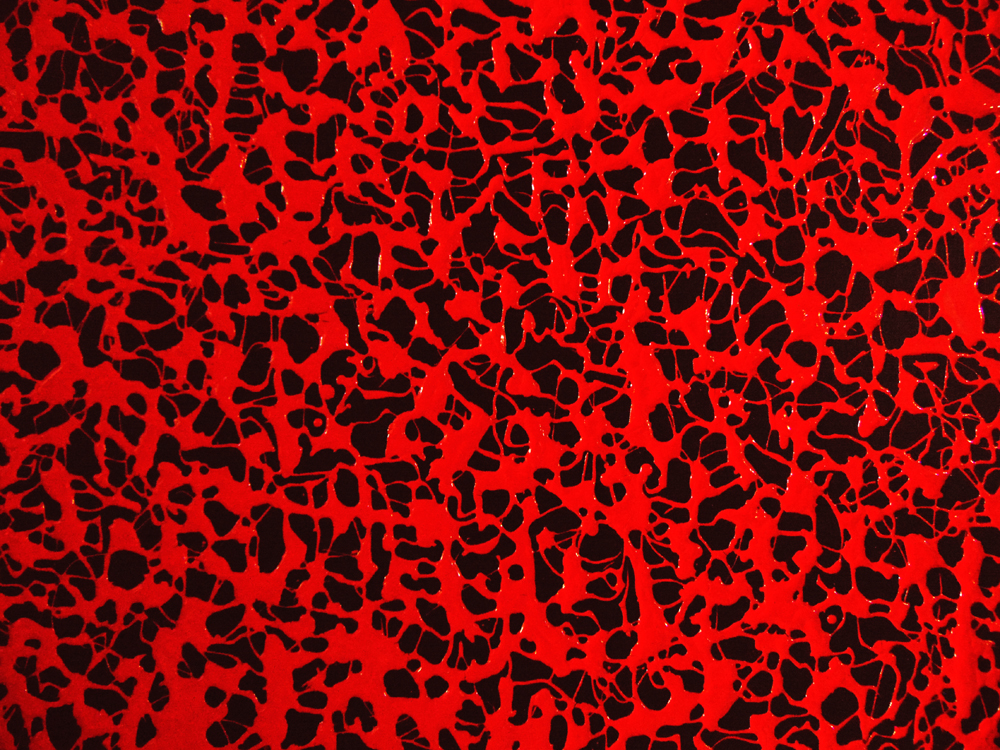
Serie Micra [Acrylique sur cadre] 2016 (50x50)
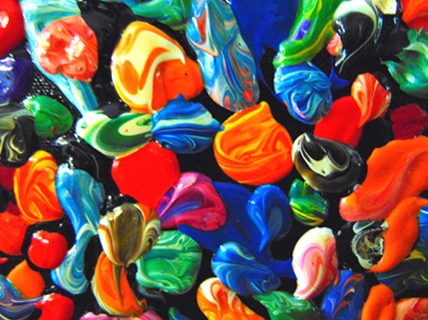
Fragmento Murano
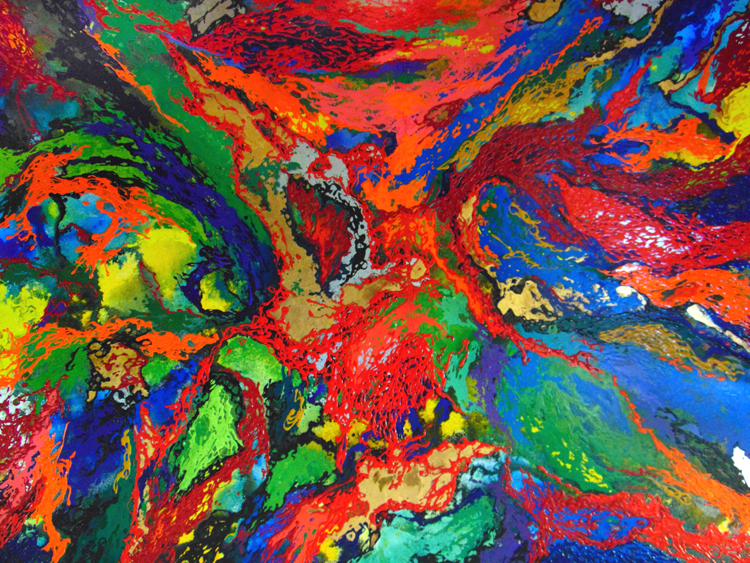
Yellowstone [Acrylique et feuille d'or sur toile] 2015 (260x195)
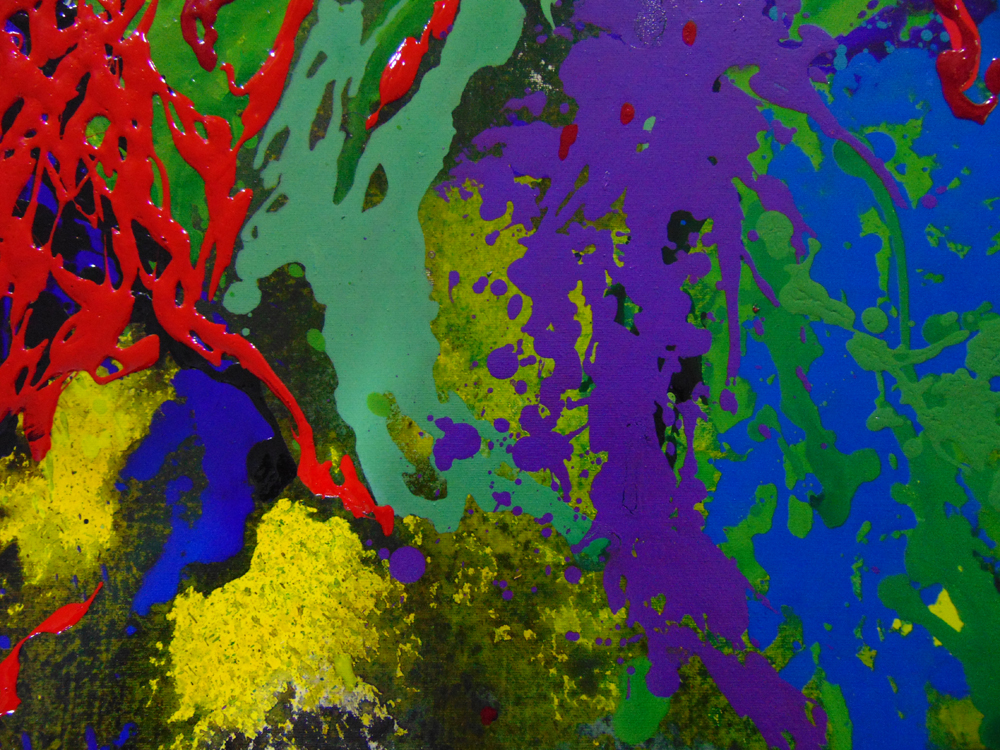
Fragmento de la obra Yellowstone (2015)
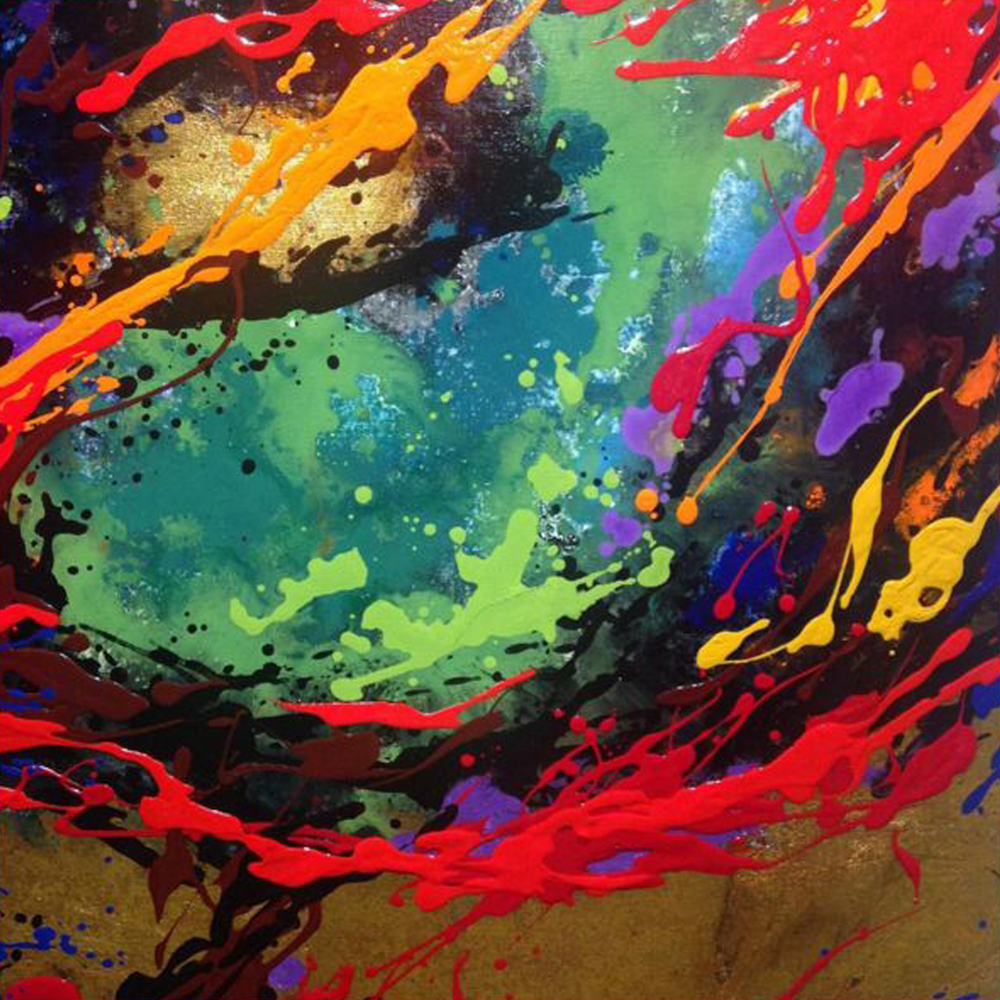
Fragmento de la obra Yellowstone (2015)
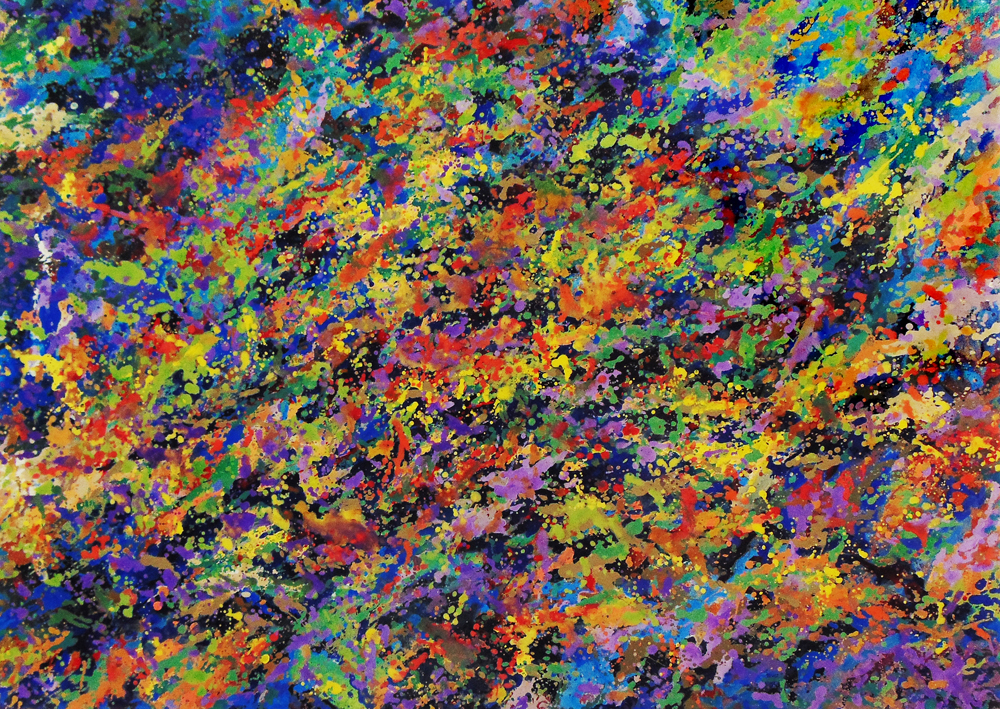
Recuerdo a Ulmer [Acrylique sur tablex] 2014 (100x70)